# Petrus Pao-Zin Tou
Petrus Pao-Zin Tou (chinesisch 杜寶晉, Pinyin Dù Bǎojìn; * 19. März 1911 in Zhao, Kaiserreich China; † 5. Mai 1986 in Hsinchu, Taiwan) war ein chinesischer römisch-katholischer Geistlicher und Bischof von Hsinchu.

## Leben
Tou empfing seine Priesterweihe am 27. April 1937. Im Jahr 1961 ernannte der Heilige Stuhl ihn zum ersten Bischof des neugegründeten Bistums Hsinchu in Taiwan. Er übte dieses Amt bis zu seinem Eintritt in den Ruhestand im Jahr 1983 aus. Als Bischof nahm Tou an allen Sitzungen des Zweiten Vatikanischen Konzils in Rom teil.